# Gardar Sahlberg
Nils Gardar Sahlberg, född 8 juni 1908 i Gudmundrå i Ångermanland, död 4 november 1983 i Stockholm, var en svensk litteraturforskare, manusförfattare, sångtextförfattare och kortfilmsregissör. 

## Biografi
Sahlberg avlade studentexamen vid Lundsbergs skola 1926, filosofie kandidatexamen vid Uppsala universitet 1930 och filosofie licentiatexamen 1936. Han var anställd på bokförlaget Natur och Kultur i Stockholm 1937–1940 och promoverades till filosofie doktor 1943. Åren 1941–1964 var Sahlberg litterär rådgivare åt Svensk Filmindustri. När Sveriges Radio övertog SF:s filmarkiv 1964 blev han chef för detta, en post som han behöll till 1975. 
Sahlberg skrev texter till många populära filmer och sånger. På julafton varje år hör miljoner svenskar hans texter till Lady och Lufsens "Bella Notte" och Askungens små medarbetares "En dröm ger åt tanken vingar" i TV-programmet Kalle Anka och hans vänner önskar God Jul.
Gardar Sahlberg är begravd på Norra begravningsplatsen utanför Stockholm.

## Filmografi i urval

### Manus
- 1942 – Flickan i fönstret mitt emot
- 1944 – Hans officiella fästmö
- 1944 – Dolly tar chansen
- 1946 – Ballongen
- 1946 – Djurgårdskvällar
- 1946 – Driver dagg faller regn
- 1947 – Pappa sökes
- 1953 – Ingen mans kvinna
- 1955 – Ljuset från Lund
- 1959 – Brott i Paradiset

### Regi
- 1959 – Klassiska svenska filmer
- 1961 – När seklet var ungt
- 1962 – Fåfängans marknad
- 1971 – Från spex till sex